# 아시안 팝 페스티벌
아시안 팝 페스티벌(영어: Asian Pop Festival)은 대한민국 인천에서 열린 음악 페스티벌이다. APF 컴퍼니와 파라다이스문화재단이 함께 만들었다. 2024년도 1회 페스티벌에는 4개의 스테이지가 준비됐다. 파라다이스, 시티, 크로마, 루빅으로 구성됐으며 이 중 파라다이스를 제외한 3개 스테이지는 실내에 위치했다. 2024년 1회 페스티벌은 6월 22일부터 23일까지 개최됐다. 티켓 가격은 1일권 11만원, 2일권 17만6000원이었다. 이 페스티벌은 기존의 '아시안 팝 스테이지'라는 공연 시리즈가 확장된 것이다.

## 라인업 포스터

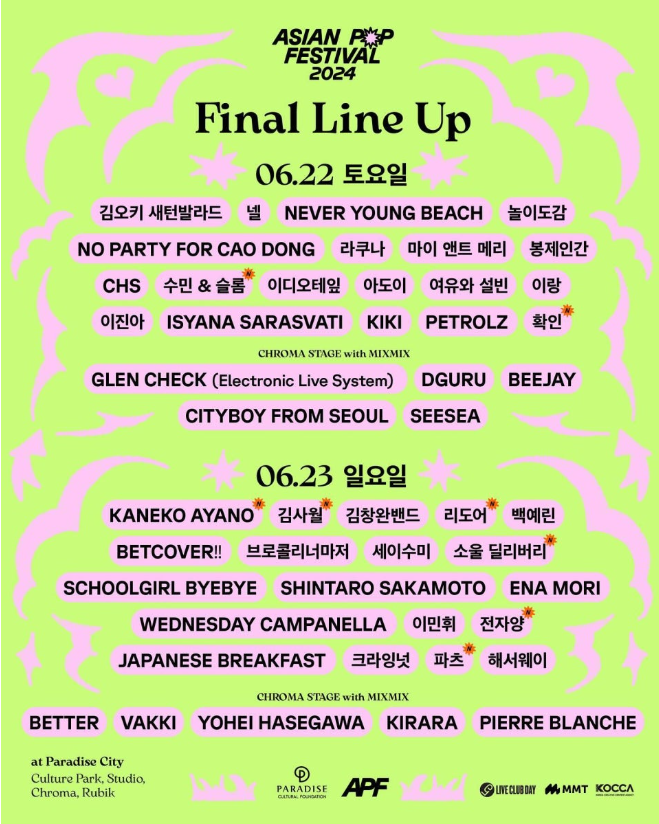

## 참여 음악가
6월 22일 토요일
- 거니
- 김오키 새턴발라드
- 넬
- NEVER YOUNG BEACH
- 놀이도감
- NO PARTY FOR CAO DONG
- 라쿠나
- 마이 앤트 메리
- 봉제인간
- CHS
- ISYANA SARASVATI
- KIKI
- PETROLZ
- 확인
- GLEN CHECK
- DGURU
- BEEJAY
- CITYBOY FROM SEOUL
- SEESEA

6월 23일 일요일
- KANEKO AYANO
- 김사월
- 김승주
- 김창완밴드
- 리도어
- 백예린
- BETCOVER!!
- SHINTARO SAKAMOTO
- ENA MORI
- WEDNESDAY CAMPANELLA
- 이민휘
- 전자양
- JAPANESE BREAKFAST
- 크라잉넛
- 파츠
- 해서웨이
- BETTER
- VAKKI
- YOHEI HASEGAWA
- KIRARA
- PIERRE BLANCHE

## 공식 홈페이지
http://asianpopfestival.kr
1. ↑  https://blog.paradise.co.kr/2524
2. ↑  https://ticket.interpark.com/tiki/board/NoticeRead.asp?From=TICKET&bbsno=34&groupno=51147&no=51147&pageno=7&seq=0
3. ↑  https://festivallife.kr/festival/?bmode=view&idx=22354335
4. ↑  https://design.co.kr/article/15045